# Męczennicy wczesnochrześcijańscy

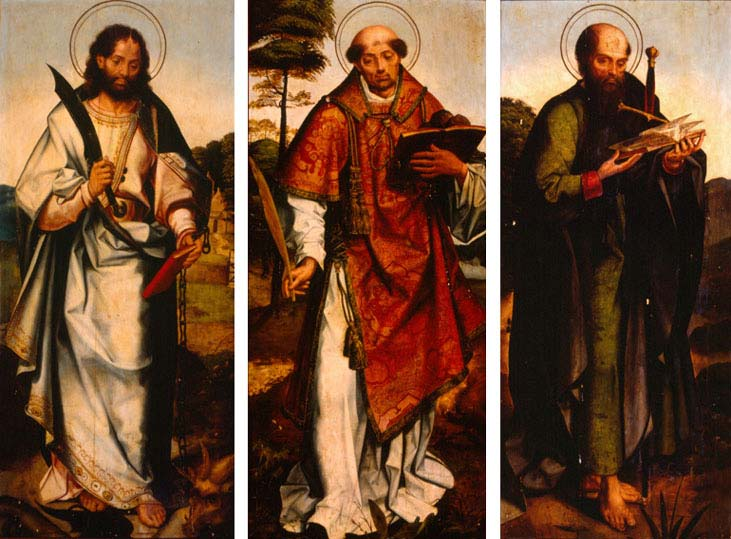
XVI-wieczny tryptyk flamandzki przedstawiający św. Szczepana, Bartłomieja Apostoła i Pawła z Tarsu

Męczennicy wczesnochrześcijańscy – święci i błogosławieni Kościoła katolickiego i prawosławnego, którzy ponieśli męczeńską śmierć jako wyznawcy chrześcijaństwa. 
Poniższy wykaz obejmuje postacie męczenników do czasu schizmy w 1054 roku. Dokładna ich liczba nie jest znana, stąd spis ten może być niekompletny, tym bardziej, iż obecnie wiarygodność wielu przekazów hagiograficznych wzbudza wątpliwości.

## Kontekst historyczny
W czasach cesarzy rzymskich chrześcijaństwo było religią rozwijającą się. Ze względu jednak na monoteistyczny charakter tej religii, jej dynamiczną ekspansję oraz odcinanie się od oficjalnych obrzędów, niektórzy z cesarzy, zwłaszcza ci upatrujący w rzymskiej mitologii uniwersalny rdzeń jedności państwa, wydawali edykty uderzające w chrześcijan. Tak stanowione prawo spowodowało powstanie kilku okresów prześladowań, nazywanych zwyczajowo od imion cesarzy wówczas panujących. Między głównymi okresami prześladowań chrześcijanie sporadycznie ponosili śmierć na podstawie praw ustanowionych wcześniej. W czasach prześladowań rzymskich niektórzy wcześni chrześcijanie uważali za niewłaściwe ukrywanie się przed zagrożeniem; uważali, że właśnie należy ujawnić się prześladowcom.
Henryk Pietras wymienia następujące powody prześladowań chrześcijan w pierwszych wiekach:
- nieskładanie ofiar bogom Cesarstwa – anarchiczna postawa chrześcijan
- chrześcijanie zmieniali obyczaje, co było niezrozumiałe dla pogan
- podejrzenia o kazirodztwo, dzieciobójstwo, itp.
- język Ewangelii wydawał się być prymitywny i obcy
- zdaniem Rzymian można się modlić jedynie wyuczonymi formułami, gdyż improwizacja ściągała gniew bogów
- idea Boga, który daje się zabić nie mieściła się w klasycznym kanonie nieśmiertelności bogów
- chrześcijanie uchodzili za żydowską sektę[5]

W 313 wydany został Edykt mediolański, który gwarantował w Cesarstwie tolerancję religijną, w tym dla chrześcijan. Od tej pory, z wyjątkiem czasów panowania Licyniusza (od czasu konfliktu z Konstantynem w latach 320–324) i Juliana Apostaty (361–363), męczeństwa zdarzały się przede wszystkim w działalności misyjnej.

## Męczennicy czasów apostolskich

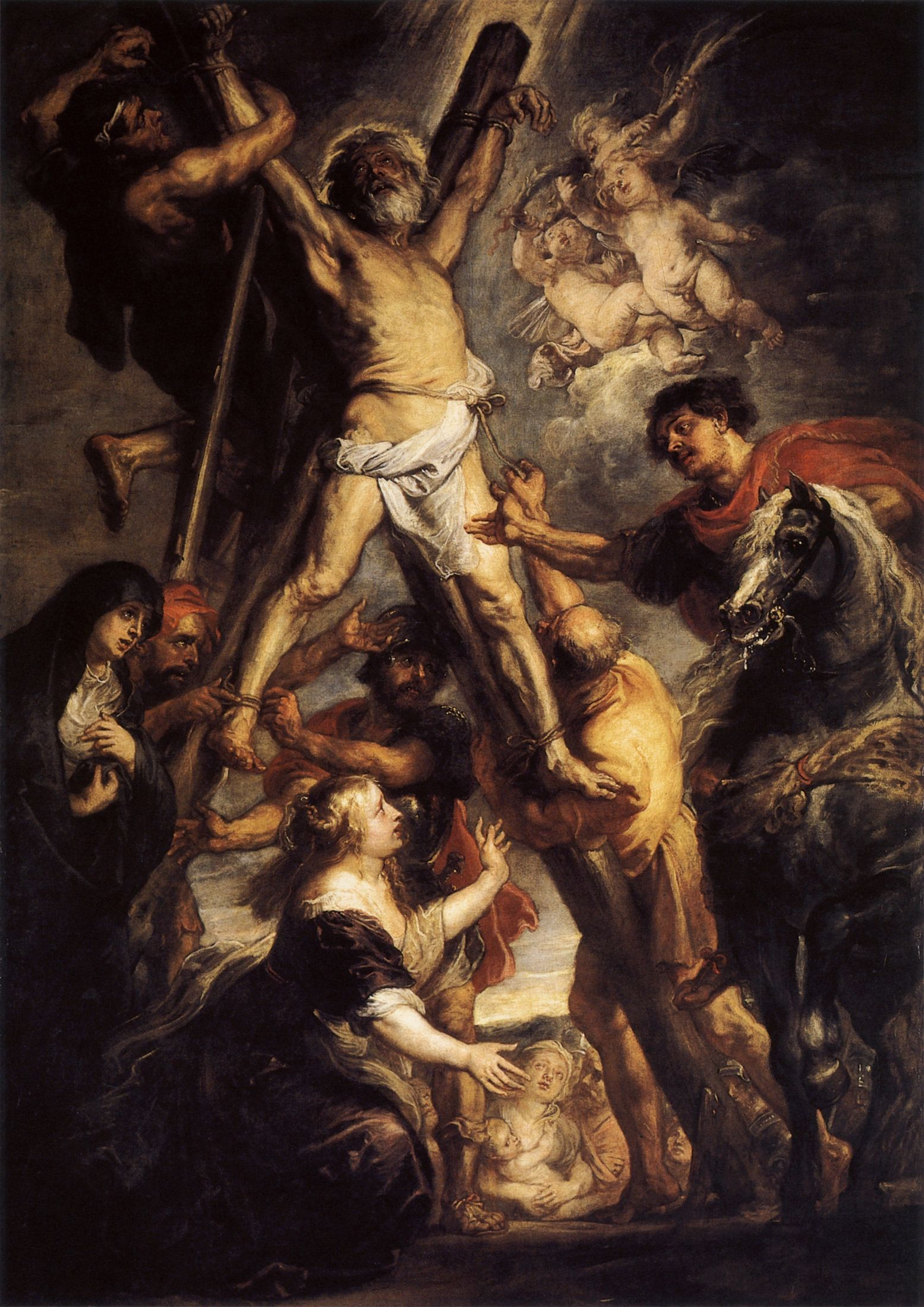
Męczeństwo św. Andrzeja (mal. Peter Paul Rubens, 1638)

Wg chrześcijańskiej tradycji wszyscy apostołowie (oprócz Jana Ewangelisty) i niektórzy ich bezpośredni uczniowie zginęli śmiercią męczeńską. 
| Osoba(y)               | Data śmierci | Miejsce           | Sposób śmierci                              |
| ---------------------- | ------------ | ----------------- | ------------------------------------------- |
| Szczepan               | 34           | Jerozolima        | ukamienowanie                               |
| Jakub Większy Apostoł  | ok. 44       | Jerozolima        | ścięcie mieczem                             |
| Mateusz Ewangelista    | ok. 69       | Etiopia           | ścięcie Halabarda                           |
| Jakub Mniejszy Apostoł | ok. 62       | Egypt             | ukrzyżowanie                                |
| Jakub, brat Pański     | ok. 62       |                   | ukamienowanie                               |
| Andrzej Apostoł        | ok. 62-70    | Grecja            | ukrzyżowanie na krzyżu w kształcie litery X |
| Tomasz Apostoł         | ok. 67-72    | Indie             | przebicie włócznią                          |
| Marek Ewangelista      | ok. 68       | Egypt Aleksandria | pobicie                                     |
| Archip Apostoł         | ok. 70       |                   | zabicie nożami                              |
| Bartłomiej Apostoł     | ok. 70       | Armenia           | obdarcie ze skóry, ukrzyżowanie lub ścięcie |
| Filemon i Appia        | ok. 70       |                   |                                             |
| Juda Tadeusz Apostoł   | ok. 80       | Iran Persja       | pobicie pałkami                             |
| Maciej Apostoł         | ok. 80       | Jerozolima        | ukamienowanie i ścięcie                     |
| Szymon Apostoł         | ok. 80       | Persja            | ukrzyżowanie lub rozcięcie piłą             |
| Filip Apostoł          | ok. 81       | Hierapolis        | ukrzyżowanie                                |
| Karp z Berei           | I w.         |                   |                                             |
| Nikodem                | I w.         |                   |                                             |

## Okres prześladowań rzymskich

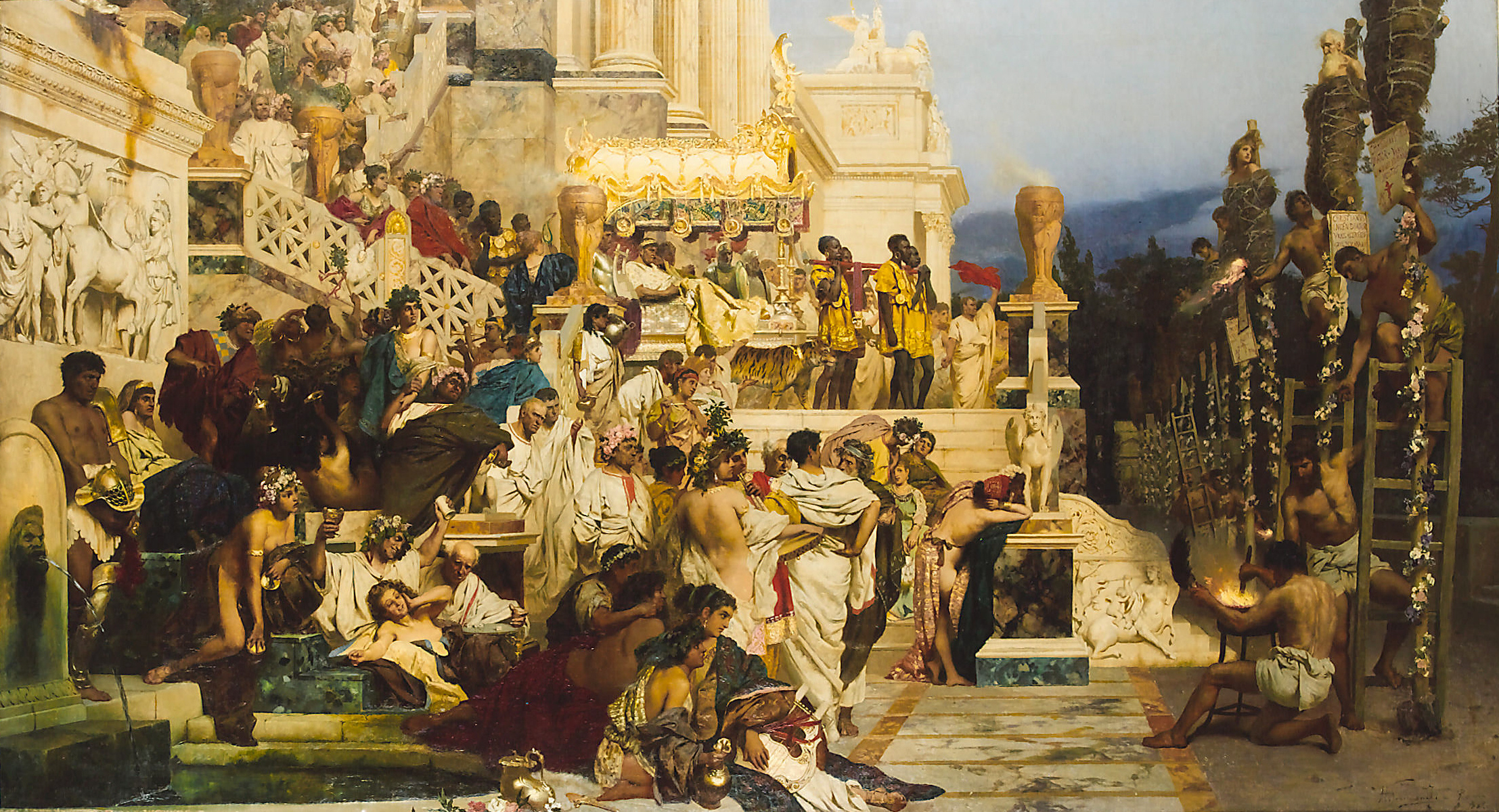
Pochodnie Nerona (mal. Henryk Siemiradzki, 1882)

### Za panowaniaNerona(54–68)
| Osoba(y)                  | Data śmierci                        | Miejsce  | Sposób śmierci          |
| ------------------------- | ----------------------------------- | -------- | ----------------------- |
| Piotr Apostoł             | 64 lub 67                           | Rzym     | ukrzyżowany głową w dół |
| Paweł z Tarsu             | 29 czerwca 67                       | Rzym     | ścięcie mieczem         |
| Paulin z Lukki            | ok. 67                              | Lukka    |                         |
| Torpes z Pizy             | 68                                  | Piza     | ścięcie                 |
| Antypas z Pergamonu       | za Nerona lub Domicjana (81–96)     | Pergamon | spalony w kotle         |
| Gerwazy i Protazy         | za Nerona lub Dioklecjana (284–305) | Mediolan |                         |
| Perpetua, żona św. Piotra |                                     |          |                         |
| Waleria z Mediolanu       | za Nerona lub Dioklecjana           | Mediolan |                         |

### Za panowaniaDomicjana(81–96)

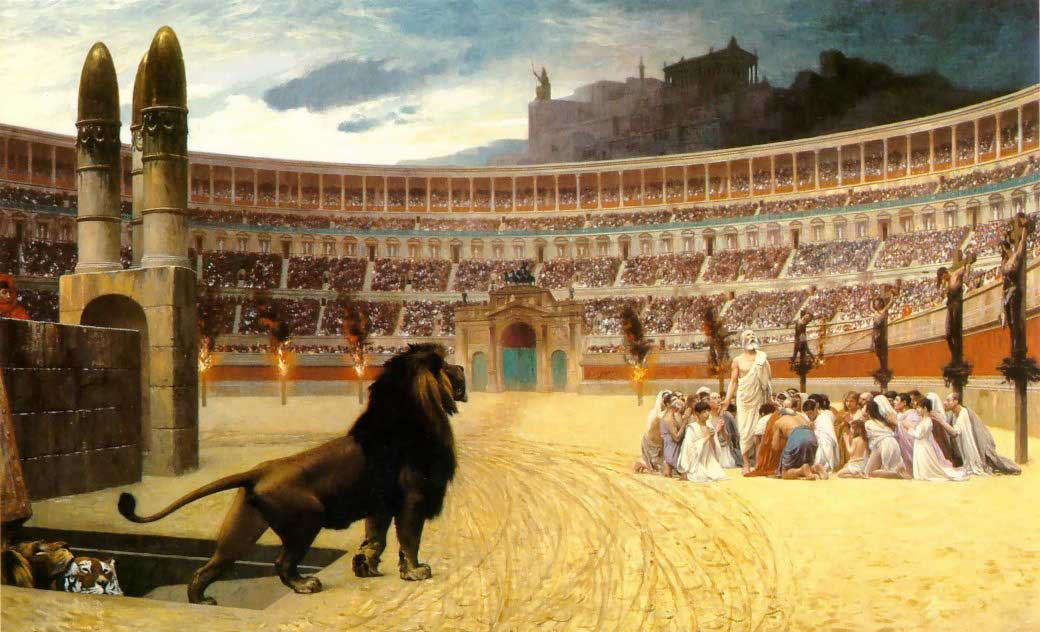
Ostatnia modlitwa męczenników (mal. Jean-Léon Gérôme, 1883)

| Osoba                 | Data śmierci | Miejsce            | Sposób śmierci                                           |
| --------------------- | ------------ | ------------------ | -------------------------------------------------------- |
| Dionizy Areopagita    | 96           | Ateny              | ścięcie                                                  |
| Eugeniusz             | 96           | Toledo?            |                                                          |
| Sebastiana z Heraklei |              | Heraklea Pontyjska |                                                          |
| Zenaida z Tarsu       |              | Tars               | ukamienowanie, wg innej wersji zmarła śmiercią naturalną |

### Za panowaniaTrajana(98–117)

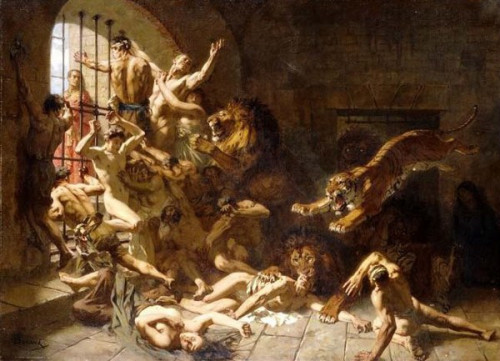
Na pożarcie lwom (mal. Gustave Surand, XIX w.)

| Osoba               | Data śmierci | Miejsce | Sposób śmierci                      |
| ------------------- | ------------ | ------- | ----------------------------------- |
| Ignacy Antiocheński | 107          | Rzym    | pożarcie przez dzikie zwierzęta     |
| Ewaryst, papież     | 109          | Rzym    | nieznany, wg jednej z wersji ścięty |

### Za panowaniaHadriana(117–138)
| Osoba(y)          | Data śmierci | Miejsce | Sposób śmierci                            |
| ----------------- | ------------ | ------- | ----------------------------------------- |
| Marcjan z Tortony | 117–120      | Tortona |                                           |
| Faustyn i Jowita  | 118–134      | Brescia | ścięcie                                   |
| Oliwia z Brescii  | 119          | Brescia |                                           |
| Serapia           | 126          | Rzym    | ścięcie lub zachłostanie                  |
| Sabina            | 126          | Rzym    |                                           |
| Kwiryn z Neuss    | ≈130         | Rzym    | ścięcie                                   |
| Balbina Rzymska   | ≈130         | Rzym    | wg innej wersji zmarła śmiercią naturalną |
| Zofia z córkami   |              | Rzym    |                                           |

### Za panowaniaAntonina Piusa(138–161)
| Osoba            | Data śmierci | Miejsce | Sposób śmierci                                           |
| ---------------- | ------------ | ------- | -------------------------------------------------------- |
| Hygin, papież    | 142          | Rzym    | nieznany, wg tradycji zmarł w więzieniu                  |
| Felicyta z Rzymu | 160–165?     | Rzym    | ścięta, legenda wzorowana na śmierci braci machabejskich |

### Za panowaniaMarka Aureliusza(161–180)
| Osoba                                                                      | Data śmierci | Miejsce      | Sposób śmierci                                        |
| -------------------------------------------------------------------------- | ------------ | ------------ | ----------------------------------------------------- |
| Wiktor z Damaszku                                                          | 161–180?     | Damaszek     | ścięcie mieczem                                       |
| Justyn Męczennik                                                           | 165          | Rzym         | ścięcie mieczem                                       |
| Karp z Tiatyry                                                             | 165 lub 251  |              | ścięcie                                               |
| Męczennicy z Lyonu - Aleksander z Lyonu - Blandyna z Lyonu - Fotyn z Lyonu | 177          | Lugdunum     | zgładzeni na arenie (część), część zmarła w więzieniu |
| Symforian z Autun                                                          | 178/180      | Augustodunum | ścięcie                                               |

### Za panowaniaSeptymiusza Sewera(193–211)

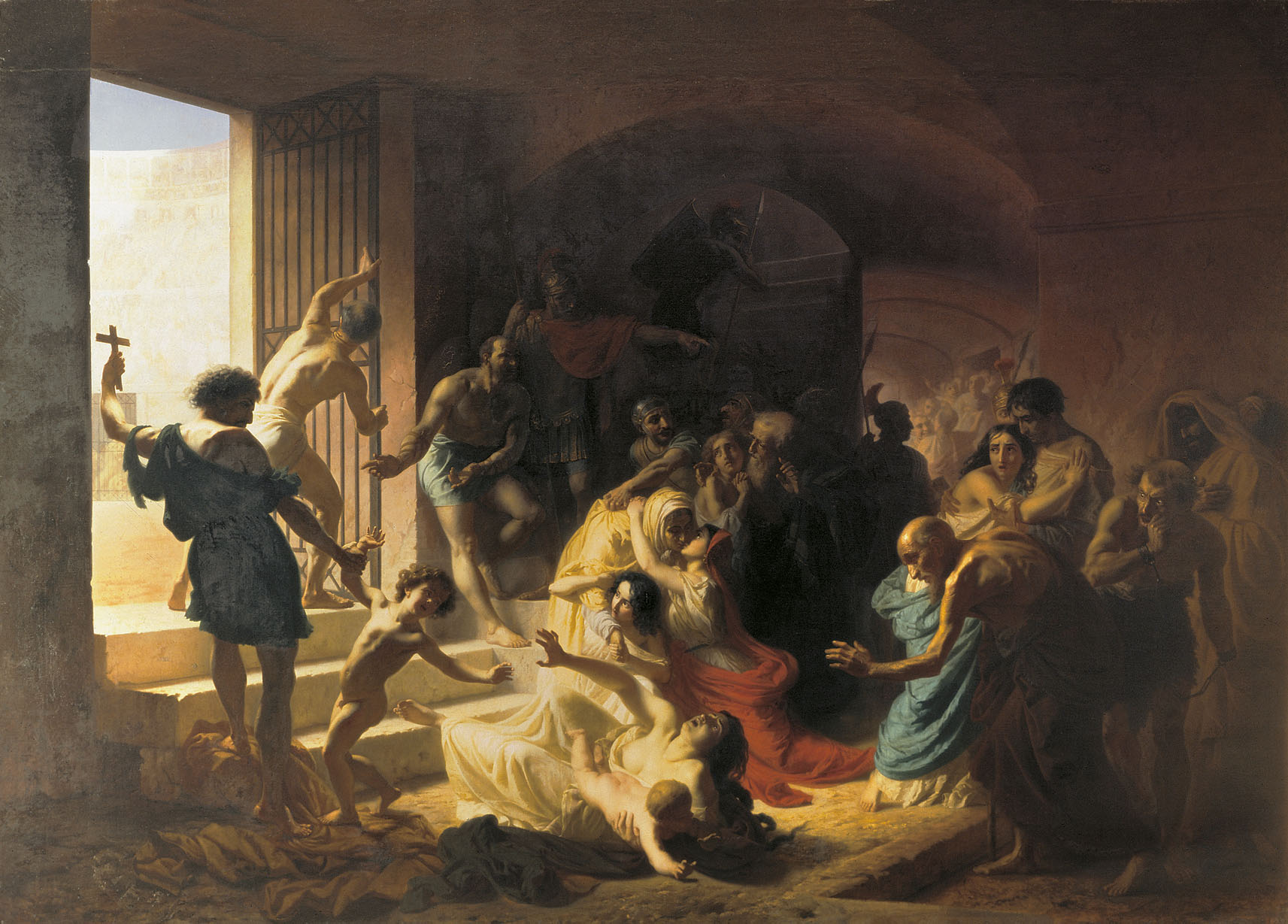
Męczennicy w Koloseum (mal. Konstantin Fławicki, 1862)

| Osoba                | Data śmierci | Miejsce  | Sposób śmierci                  |
| -------------------- | ------------ | -------- | ------------------------------- |
| Ireneusz z Lyonu     | 202          | Lugdunum | nieznany, męczennik wg tradycji |
| Felicyta z Kartaginy | 7 marca 203  | Tunis    | zabita na arenie                |
| Perpetua z Kartaginy | 7 marca 203  | Tunis    | zabita na arenie                |

### Za panowaniaAleksandra Sewera(222–235)
| Osoba             | Data śmierci     | Miejsce | Sposób śmierci                                                    |
| ----------------- | ---------------- | ------- | ----------------------------------------------------------------- |
| Kalikst I, papież | 222              | Rzym    | najprawdopodobniej zginął w zamieszkach, a nie śmiercią męczeńską |
| Tacjana z Rzymu   | 30 stycznia 226? | Rzym    | ścięcie                                                           |
| Martyna z Rzymu   | 30 stycznia 226? | Rzym    | ścięcie; autentyczność postaci wątpliwa                           |
| Cecylia z Rzymu   | 230?             | Rzym    | ścięcie                                                           |
| Walerian          | 230?             | Rzym    | ścięcie                                                           |

### Za panowaniaDecjusza(249–251)

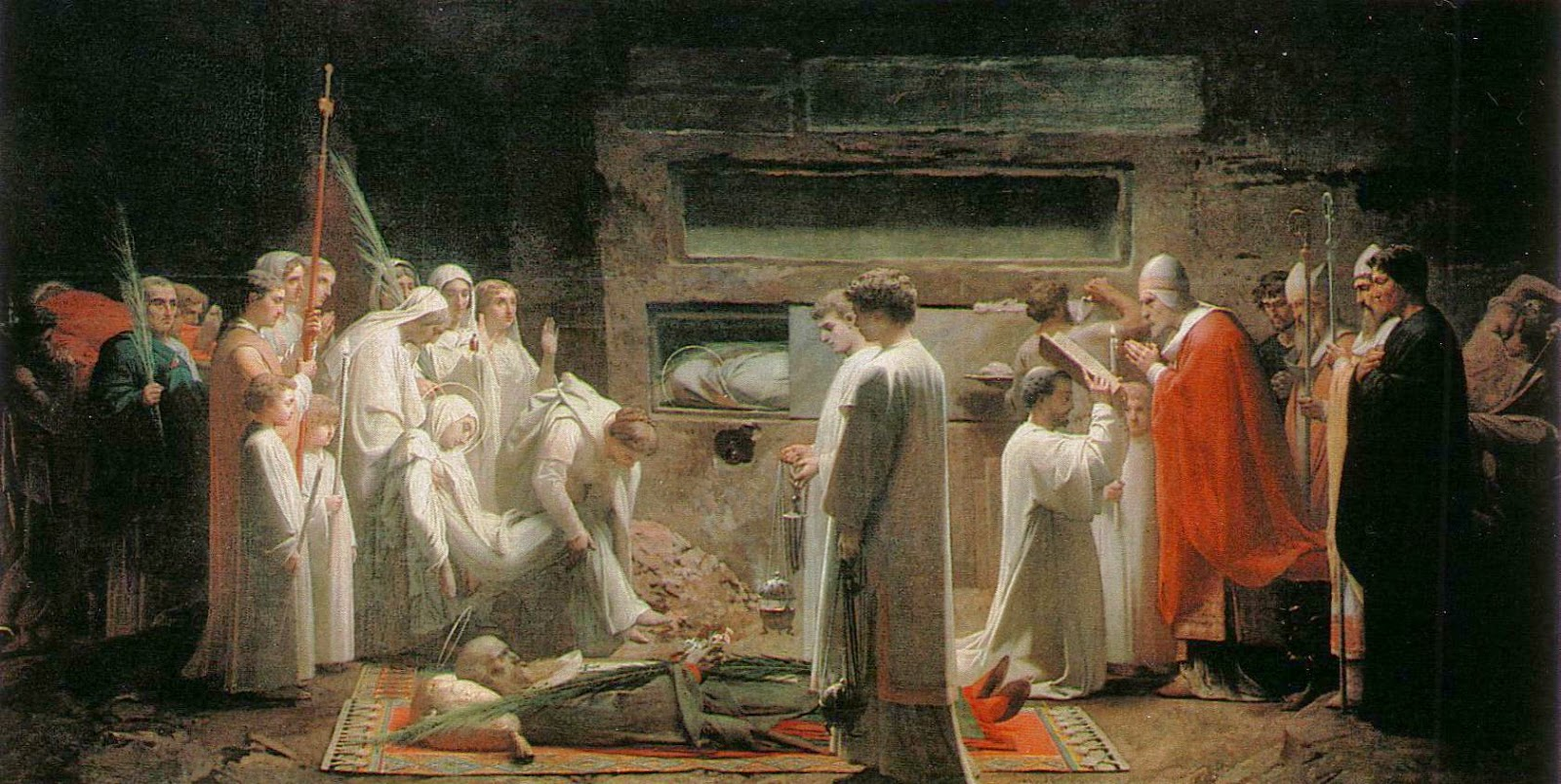
Męczennicy w katakumbach (mal. J.E. Lenepveu, 1855)

| Osoba(y)               | Data śmierci      | Miejsce           | Sposób śmierci                           |
| ---------------------- | ----------------- | ----------------- | ---------------------------------------- |
| Apolonia z Aleksandrii | 249               | Aleksandria       | zabita przez pogański tłum               |
| Saturnin z Tuluzy      | 249–251           | Tuluza            |                                          |
| Lucjan i Marcjan       | 250–251           | Nikomedia         | spalenie na stosie                       |
| Donacjan i Rogacjan    | 250               | Nantes            |                                          |
| Konon z Magydas        | 250               |                   |                                          |
| Merkury z Cezarei      | 250               | Cezarea Kapadocka | ścięcie                                  |
| Miron z Kizyku         | 250               |                   |                                          |
| Pioniusz               | 250               | Smyrna            |                                          |
| Tryfon z Kampsady      | 250               | Nicea             | ścięcie                                  |
| Wiktoria z Sabiny      | 250 lub ≈303      | Trebula w Italii  |                                          |
| Agata Sycylijska       | 5 lutego 251(dts) | Katania           | rzucona na rozżarzone węgle              |
| Krzysztof              |                   |                   | nieznany; autentyczność postaci wątpliwa |

### Za panowaniaWaleriana(253–260)
| Osoba(y)                                               | Data śmierci         | Miejsce   | Sposób śmierci              |
| ------------------------------------------------------ | -------------------- | --------- | --------------------------- |
| Rufina i Sekunda                                       | 257                  | Rzym      |                             |
| Poncjusz z Cimiez                                      | 14 maja 258(dts)     | Cimiez    | ścięcie                     |
| Sykstus II, papież                                     | 6 sierpnia 258(dts)  | Rzym      | ścięcie                     |
| Wawrzyniec z Rzymu                                     | 10 sierpnia 258(dts) | Rzym      | spalony na żelaznym ruszcie |
| Cyprian z Kartaginy                                    | 14 września 258(dts) | Kartagina | ścięcie mieczem             |
| Halina z Koryntu                                       | 258                  | Korynt    |                             |
| Kwadrat, Dionizy, Cyprian, Anekt, Paweł i Krescencjusz | 258                  | Korynt    |                             |
| Polieukt                                               | 10 stycznia 259(dts) | Melitene  | ścięcie                     |
| Marian i Jakub z Numidii                               | 6 maja 259(dts)      | Lambæsis  | ścięcie                     |
| Kwadrat z Utyki                                        | 21 sierpnia 259(dts) | Utyka     |                             |
| Eugenia Rzymska                                        | ok. 262              | Rzym      | ścięcie                     |
| Agrypina                                               |                      |           |                             |

### Za panowaniaKlaudiusza II Gockiego(268–270)
| Osoba             | Data śmierci  | Miejsce | Sposób śmierci |
| ----------------- | ------------- | ------- | -------------- |
| Ptolomeusz z Nepi |               | Nepi    | ścięcie        |
| Roman z Nepi      |               | Nepi    | ścięcie        |
| Walenty z Terni   | 14 lutego 269 | Rzym    | ścięcie        |

### Za panowaniaAureliana(270–275)
| Osoba               | Data śmierci    | Miejsce   | Sposób śmierci |
| ------------------- | --------------- | --------- | -------------- |
| Beata z Sens        | 273 lub 277     | Sens      |                |
| Agapit z Palestriny | 18 sierpnia 274 | Praeneste | ścięcie        |
| Benigny z Dijon     |                 | Dijon     |                |

### Za panowaniaProbusa(276–282)
| Osoba(y)                      | Data śmierci | Miejsce              | Sposób śmierci |
| ----------------------------- | ------------ | -------------------- | -------------- |
| Trofim, Dorymedon i Sabacjusz | 276–282      | Antiochia Pizydyjska |                |

### Za panowaniaDioklecjana(284–305) iMaksymiana(286–305)
| Osoba(y)                                 | Data śmierci                               | Miejsce                     | Sposób śmierci                                  |
| ---------------------------------------- | ------------------------------------------ | --------------------------- | ----------------------------------------------- |
| Maksymilian z Celei                      | 284                                        | Celje                       |                                                 |
| Maurycy i Legia Tebańska                 | ok. 286 lub 290-304                        | Agaunum                     | ścięcie                                         |
| Kryspin i Kryspinian                     | ok. 286                                    |                             |                                                 |
| Teofryd z Saluzzo                        | ok. 286                                    | Crissolo                    |                                                 |
| Defendente z Teb                         | ok. 286                                    | Agaunum lub Marsylia        | ścięcie                                         |
| Kasjusz i Florencjusz oraz towarzysze    | po 286                                     |                             | ścięcie mieczem                                 |
| Konstancjusz i towarzysze                | po 286                                     |                             |                                                 |
| Sawin z Hermopolis                       | 287                                        | Nil                         | utopienie                                       |
| Wiktor z Agaunum                         | ok. 287                                    |                             | ścięcie                                         |
| Sebastian                                | ok. 288                                    | Rzym                        | Przeszyty strzałami                             |
| Rufina i Justa                           | ok. 287 lub 305                            | Sewilla                     | ścięcie                                         |
| Krystyna z Bolseny                       | ok. 287–303                                | Bolsena                     | przeszyta strzałami                             |
| Wiktor z Marsylii                        | 21 lipca 287, 288 lub 290                  | Marsylia                    |                                                 |
| Adaukt i Feliks                          | 287 lub 303                                |                             |                                                 |
| Dorota z Cezarei                         | ok. 288–300                                | Cezarea                     | ścięcie mieczem; autentyczność postaci wątpliwa |
| Krystyna i Kalista                       | ok. 288–300                                | Cezarea Kapadocka           | spalenie w beczce ze smołą                      |
| Sergiusz                                 | ok. 290–303                                | Syria                       | ścięcie                                         |
| Bakchus                                  | ok. 290–303                                | Barbalissus nad Eufratem    |                                                 |
| Bonifacy z Tarsu                         | 14 maja 290                                |                             | ścięcie mieczem                                 |
| Tyrsus, Palmacjusz i Bonifacy            | ok. 291                                    | koło Trewiru                | ścięcie                                         |
| Zuzanna Rzymska                          | ok. 295                                    | Rzym                        | ścięcie; autentyczność postaci wątpliwa         |
| Oktawiusz i Adwentor                     | ok. 297                                    | Turyn                       | ścięcie                                         |
| Salwator                                 | ok. 297                                    | Ivrei                       | ścięcie                                         |
| Marceli z Tangeru                        | 298                                        | Tanger                      | ścięcie                                         |
| Marcelin i Piotr                         | ok. 299                                    | Rzym                        | ścięcie                                         |
| Katarzyna Aleksandryjska                 | ok. 300                                    |                             | ścięcie mieczem                                 |
| Fakund i Prymityw                        | ok. 300–304                                |                             | ścięcie mieczem                                 |
| Feliks i Regula                          | ok. 300                                    | Zurych                      | ścięcie                                         |
| Witalis i Agrykola                       | ok. 300                                    | Bolonia                     |                                                 |
| Aleksandra z Galacji                     | ok. 300 lub 310                            | koło Ankyry                 | utopienie w grzęzawiskach                       |
| Antonina z Nicei                         | 302                                        |                             | spalenie lub utopienie                          |
| Julian i Bazylissa                       | ok. 302 lub 313                            |                             | ścięcie mieczem                                 |
| Kelsos i Marcjanilla                     | ok. 302 lub 311                            |                             | ścięcie mieczem                                 |
| Anastazy i Antoni                        | ok. 302 lub 313                            |                             | ścięcie mieczem                                 |
| Filomena                                 | ok. 302                                    |                             | ścięcie toporem                                 |
| Męczennicy z Nikomedii                   | ok. 302                                    |                             |                                                 |
| Antym z Nikomedii                        | 3 czerwca 302(dts) lub 3 września 303(dts) | Nikomedia                   | ścięcie                                         |
| Achacy z Kapadocji                       | 303                                        |                             | ścięcie                                         |
| Jerzy                                    | 23 kwietnia 303(dts)                       | Lidda                       | ścięcie                                         |
| Antym                                    | 303                                        |                             | ścięcie                                         |
| Aleksander                               | 26 sierpnia 303(dts)                       | Bergamo                     | ścięcie                                         |
| Zofia i towarzysze                       | ok. 303                                    | Rzym                        |                                                 |
| Nabor i Feliks                           | ok. 303                                    | Laus Pompeia (Lodi Vecchio) | ścięcie                                         |
| Wiktor (Afrykańczyk)                     | ok. 303                                    | Mediolan                    | ścięcie                                         |
| Erazm z Formii (Elmo)                    | ok. 303                                    |                             |                                                 |
| Fortunata                                | ok. 303                                    |                             |                                                 |
| Antonin z Piacenzy                       | ok. 303                                    | Travo                       | ścięcie                                         |
| Małgorzata Antiocheńska                  | ok. 303–305                                | Antiochia                   | ścięcie                                         |
| Chryzogon                                | ok. 303                                    | Akwileja                    | ścięcie                                         |
| Sabin                                    | ok. 303                                    | Spoleto                     |                                                 |
| Cyrus i Jan                              | 303 lub 311                                | Kanopos                     | ścięcie                                         |
| Afra z Augsburga                         | ok. 304                                    |                             | spalenie                                        |
| Kosma i Damian                           | ok. 304                                    |                             | ścięcie                                         |
| Kwadrat z Anatolii                       | ok. 304                                    |                             |                                                 |
| Kryspina z Numidii                       | 5 grudnia 304(dts)                         |                             | ścięcie                                         |
| Eufemia z Chalcedonu                     | 16 września 304(dts)                       | Chalcedon                   | pożarcie przez dzikie zwierzęta                 |
| Wincenty z Saragossy                     | ok. 304                                    |                             | ukrzyżowanie i pieczenie na ruszcie             |
| Anastazja z Dalmacji                     | ok. 304                                    | Sirmium                     | spalenie                                        |
| Florian                                  | 4 maja 304(dts)                            | Enns                        | utopienie                                       |
| Justyna z Padwy                          | ok. 304                                    | Padwa                       | ścięcie                                         |
| Eulalia z Méridy                         | ok. 304                                    | Mérida                      | spalenie w piecu                                |
| Gereon z Kolonii                         | ok. 304 lub II poł. IV w.                  | Kolonia                     |                                                 |
| Alban                                    | 22 czerwca ok. 304                         | Verulamium                  | ścięcie                                         |
| Pankracy                                 | ok. 304                                    |                             | ścięcie mieczem                                 |
| Agnieszka Rzymianka                      | ok. 304                                    | Rzym                        | ścięcie mieczem                                 |
| Feliks z Sewilli                         | ok. 304                                    |                             |                                                 |
| Prokop                                   | 8 lipca 303(dts)                           |                             | ścięcie                                         |
| Wiktoryn z Patawii                       | 304                                        |                             |                                                 |
| Kasjan                                   | 304                                        | Imola                       | zamordowanie rylcem przez uczniów               |
| Męczennicy z Abiteny                     | 304                                        | Karthago                    | zmarli z powodu odniesionych ran i głodu        |
| Ulpian z Tyru                            | 304 lub 306                                |                             | utopienie                                       |
| Eupliusz                                 | 12 sierpnia 304(dts)                       |                             | ścięcie                                         |
| Łucja z Syrakuz                          | 13 grudnia 304(dts)                        |                             | ścięcie mieczem                                 |
| January, Faust i Marcjalis               | 304                                        |                             |                                                 |
| Urszula z Kolonii i towarzyszki          | ok. 304 lub 451                            | Kolonia                     | przeszyte strzalami                             |
| Barbara                                  | ok. 305                                    | Nikomedia                   | ścięcie mieczem                                 |
| Cyriak Rzymianin                         | ok. 305                                    |                             | ścięcie                                         |
| Julian z Tarsu                           | ok. 305                                    |                             | utopienie                                       |
| Arkadiusz z Mauretanii                   | 12 stycznia ok. 305                        |                             | ukrzyżowanie                                    |
| January z Benewentu                      | 19 września 305(dts)                       | Benewent                    |                                                 |
| Trofim i Talus                           | przed 308                                  | Laodycea                    | ukrzyżowanie                                    |
| Trofim i Teofil                          |                                            |                             |                                                 |
| Klaudiusz, Nikostrat, Kastor i Symforian | IV w.                                      | Panonia                     |                                                 |
| Tyburcjusz                               | IV w.                                      | Rzym                        |                                                 |
| Kukufas                                  |                                            | Barcelona                   | ścięcie                                         |
| Adrian i towarzysze                      | III lub IV w.                              |                             | spalenie                                        |

### Za panowaniaGaleriusza(305–311) iMaksymina Dai(305–313)
| Osoba(y)                      | Data śmierci     | Miejsce     | Sposób śmierci          |
| ----------------------------- | ---------------- | ----------- | ----------------------- |
| Edezjusz z Aleksandrii        | 306              |             | utopienie               |
| Apphianos                     | 306              |             | utopienie               |
| Teodozja (Teodora) z Cezarei  | ok. 307          |             | utopienie               |
| Eutropiusz i Kleonik          | 3 marca ok. 308  |             | ukrzyżowanie            |
| Bazyliszek                    | 22 maja ok. 308  |             | ścięcie mieczem         |
| Pamfil i towarzysze z Cezarei | ok. 310          |             | ścięcie                 |
| Zenobiusz z Sydonu            | ok. 310          |             |                         |
| Metody z Olimpu               | ok. 311          |             | ścięcie mieczem         |
| Piotr Balsamos-Apselamos      | ok. 311          |             | ukrzyżowanie            |
| Piotr I Aleksandryjski        | 25 listopada 311 |             | zabicie mieczem         |
| Hezychiusz                    | 25 listopada 311 | Aleksandria | zabicie mieczem         |
| Pachomiusz                    | 25 listopada 311 | Aleksandria | zabicie mieczem         |
| Teodor                        | 25 listopada 311 | Aleksandria | zabicie mieczem         |
| Lucjan z Antiochii            | 312              | Nikomedia   | zagłodzenie lub ścięcie |
| Klemens, biskup Ankary        | ok. 312          |             | ścięcie mieczem         |
| Patrycja z Nikomedii          | IV w.            |             |                         |

## Po edykcie mediolańskim
| Osoba(y)                           | Data śmierci            | Miejsce                | Sposób śmierci                          |
| ---------------------------------- | ----------------------- | ---------------------- | --------------------------------------- |
| Błażej z Sebasty                   | ok. 316                 |                        | ścięcie mieczem                         |
| Czterdziestu męczenników z Sebasty | 10 marca 320            | Sebasta                | zamarznięcie                            |
| Hipacy z Paflagonii                | ok. 325 lub ok. 340-345 |                        |                                         |
| Grzegorz Oświeciciel               | ok. 326                 |                        | prawdopodobnie zmarł śmiercią naturalną |
| Usthazades                         | 341                     | Persja                 |                                         |
| Gordian                            | 362                     |                        | ścięcie mieczem                         |
| Eupsychiusz z Cezarei              | 362                     |                        |                                         |
| Ewazjusz i Projektus               |                         | koło Casale Monferrato | ścięcie                                 |
| Jan i Paweł                        | 26 czerwca 362          |                        |                                         |
| Niketas Got (Nikita)               | 372                     |                        | spalenie żywcem                         |
| Saba Got                           | 372                     |                        | utopienie                               |
| Euzebiusz z Samosaty               | ok. 379                 |                        |                                         |
| Wigiliusz z Trydentu (biskup)      | 405                     |                        |                                         |
| Nikazy z Reims                     | 407                     |                        | ścięcie                                 |
| Justyna z Moguncji i Aureus        | ok. 407 lub 451         |                        |                                         |
| Julia z Korsyki                    | 440 lub 618             |                        |                                         |
| Woluzjan z Tours                   | ok. 498                 |                        | ścięcie                                 |
| Jan I, papież                      | 526                     |                        | śmierć w więzieniu                      |
| Krystyna z Persji                  | 13 marca 559            | Persja                 |                                         |
| Abibos z Nekresi                   | lata 60. VI w.          |                        | ukamienowanie                           |
| Hermenegild                        | 586                     |                        | ścięcie mieczem lub zabicie siekierą    |
| Trudpert z Münstertalu             | 607                     |                        | zabicie toporem                         |
| Anastazy Pers                      | 628                     |                        | powieszenie                             |
| Edwin                              | 632 lub 633             |                        | bitwa pod Hatfield Chase                |
| Liwin z Gent                       | ok. 650                 | Alost                  | ścięcie                                 |
| Kilian z Würzburga i towarzysze    | ok. 689                 | Würzburg               |                                         |
| Lambert z Maastricht               | ok. 700                 | Liège                  |                                         |
| Bonifacy-Winfrid                   | 754                     |                        |                                         |
| Alodia i Nunilo                    | 851                     |                        |                                         |
| Flora i Maria                      | 851                     | Kordoba                |                                         |
| Emil                               | 852                     | Kordoba                | ścięcie                                 |
| Eulogiusz z Kordoby                | 859                     |                        | ścięcie                                 |
| Oliwa z Palermo                    | IX lub X w.             | Tunis                  | sciecie mieczem                         |
| Ludmiła Czeska                     | 921                     | Tetín                  | uduszenie                               |
| Edward Męczennik                   | 18 marca 978            |                        |                                         |
| Wojciech Sławnikowic               | 997                     | Prusy                  | zadźganie włóczniami                    |
| Pięciu Braci Męczenników           | 10/11 listopada 1003    | koło Międzyrzecza      |                                         |
| Gerard Sagredo                     | 1046                    | Dunaj                  | utopienie                               |